# Bisdom Guarabira
Het bisdom Guarabira (Latijn: Dioecesis Guarabirensis) is een rooms-katholiek bisdom met als zetel Guarabira, in Brazilië. Het bisdom is suffragaan aan het aartsbisdom Paraíba.

## Geschiedenis
Het bisdom werd opgericht op 11 oktober 1980, uit delen van het aartsbisdom Paraíba.

## Parochies
Het bisdom had in 2021 een oppervlakte van 4.391 km2 en telde 485.600 inwoners waarvan 88,4% rooms-katholiek was.

## Bisschoppen
- Marcelo Pinto Carvalheira (9 november 1981 - 29 november 1995)
- Antônio Muniz Fernandes (4 februari 1998 - 22 november 2006)
- Francisco de Assis Dantas de Lucena (28 mei 2008 - 13 juli 2016)
- Aldemiro Sena dos Santos (4 oktober 2017 - heden)

Paraíba (aartsbisdom) · Cajazeiras · Campina Grande · Guarabira · Patos